# Liste der Baudenkmäler in Benningen

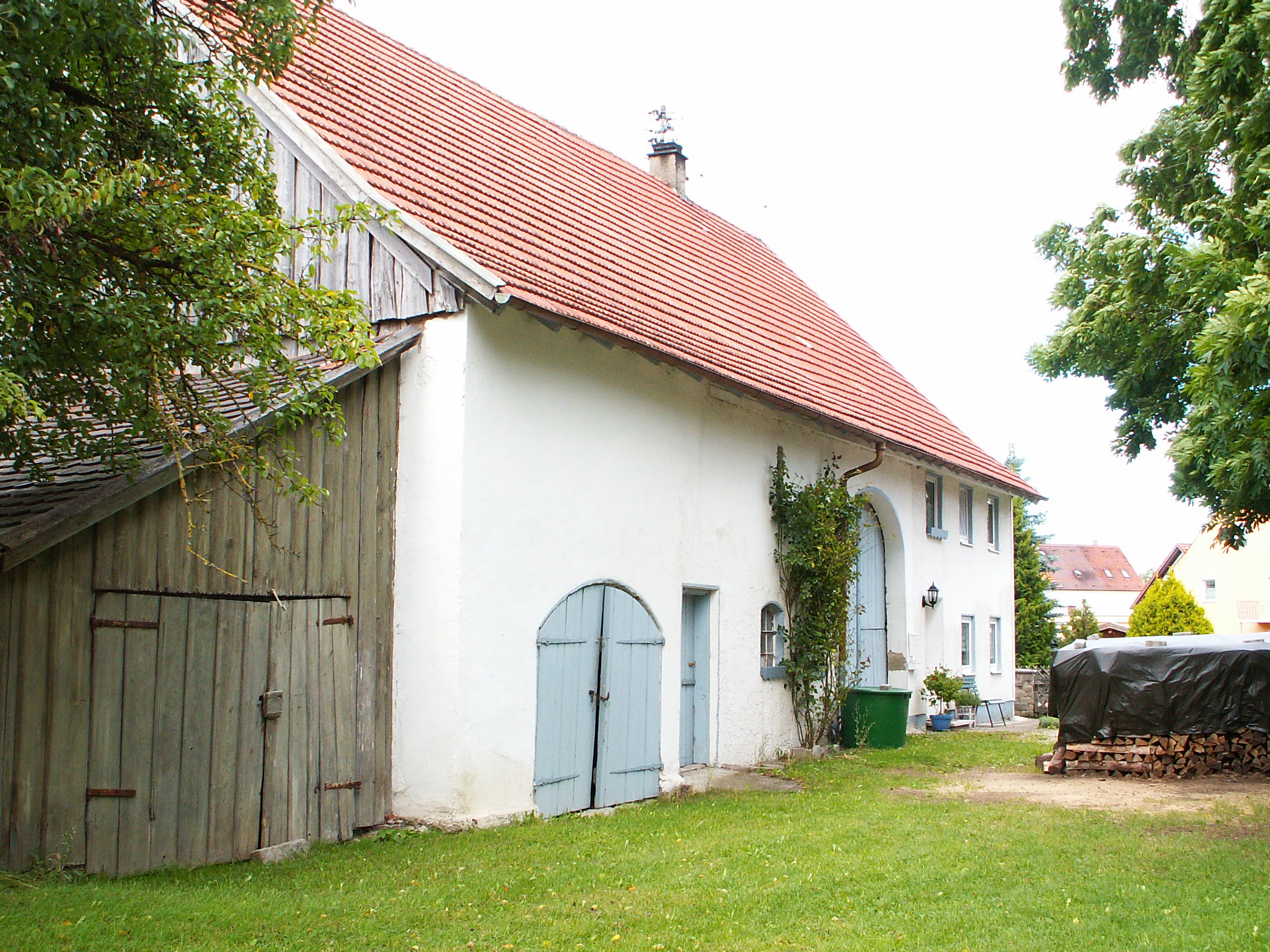
Traditionelles Bauernhaus in Benningen

Auf dieser Seite sind die Baudenkmäler in der schwäbischen Gemeinde Benningen zusammengestellt. Diese Tabelle ist eine Teilliste der Liste der Baudenkmäler in Bayern. Grundlage ist die Bayerische Denkmalliste, die auf Basis des Bayerischen Denkmalschutzgesetzes vom 1. Oktober 1973 erstmals erstellt wurde und seither durch das Bayerische Landesamt für Denkmalpflege geführt wird. Die folgenden Angaben ersetzen nicht die rechtsverbindliche Auskunft der Denkmalschutzbehörde.

## Baudenkmäler nach Ortsteilen

### Benningen
| Lage                                                         | Objekt                                               | Beschreibung | Akten-Nr.              | Bild                 |
| ------------------------------------------------------------ | ---------------------------------------------------- | --- | ---------------------- | -------------------- |
| Allgäuer Straße 4 (Standort)                                 | Bauernhaus                                           | Zweigeschossiger, giebelständiger Mittertennbau mit Satteldach und Giebelgesimsen, 17./18. Jahrhundert                                                      | D-7-78-118-2 Wikidata  | Bauernhaus           |
| Hauptstraße 21 (Standort)                                    | Katholische Pfarrkirche St. Peter und Paul           | Pilastergegliederter Saalbau mit eingezogenem Chor und nördlichem Satteldachturm, Turm mittelalterlich, Neubau von Simpert Kramer, 1725–29; mit Ausstattung | D-7-78-118-5 Wikidata  | weitere Bilder       |
| Hauptstraße 39 (Standort)                                    | Sogenanntes Landhaus                                 | Zweigeschossiger Walmdachbau mit geschweiftem Zwerchgiebel und reich ornamentiertem Balkongitter, um 1800                                                   | D-7-78-118-7 Wikidata  | Sogenanntes Landhaus |
| Hawanger Straße 23 (am Ortsausgang nach Hawangen) (Standort) | Bildstock                                            | Wohl 18. Jahrhundert | D-7-78-118-12 Wikidata | Bildstock            |
| Riedkapelle 1 (Standort)                                     | Kapelle zum Hochwürdigen Gut, sogenannte Riedkapelle | Saalbau, im Kern 1218, Sakristei und Langhaus vermutlich 1586, Erneuerung und Erweiterung 1674, Kapellenanbau wohl Ende 17. Jahrhundert; mit Ausstattung    | D-7-78-118-8 Wikidata  | weitere Bilder       |
| Riedkapelle 2 (Standort)                                     | Wohnhaus                                             | Zweigeschossiger Walmdachbau, 17./18. Jahrhundert | D-7-78-118-9 Wikidata  | Wohnhaus             |
| Riedstraße 1 (Standort)                                      | Pfarrhof                                             | Zweigeschossiger Satteldachbau, Giebel durch Gesimse geteilt, 1768                                                                                          | D-7-78-118-11 Wikidata | Pfarrhof             |

## Ehemalige Baudenkmäler
In diesem Abschnitt sind Objekte aufgeführt, die früher einmal in der Denkmalliste eingetragen waren, jetzt aber nicht mehr. Objekte, die in anderem Zusammenhang also z. B. als Teil eines Baudenkmals weiter eingetragen sind, sollen hier nicht aufgeführt werden. Aktennummern in diesem Abschnitt sind ehemalige, jetzt nicht mehr gültige Aktennummern.

| Lage                                                                                     | Objekt               | Beschreibung                                                                                         | Akten-Nr.              | Bild                 |
| ---------------------------------------------------------------------------------------- | -------------------- | --- | ---------------------- | -------------------- |
| Benningen Alpenstraße 22 (Standort)                                                      | Bauernhaus           | Zweigeschossiger Mittertennbau mit Satteldach und Giebelgesimsen, wohl erste Hälfte 18. Jahrhundert. | D-7-78-118-3 Wikidata  | Bauernhaus           |
| Riedmühle ca. 100 m nördlich der Riedmühle an der Straße Ottobeuren–Memmingen (Standort) | Sandsteinpfeiler     | mit Wappen, bezeichnet mit „1717“                                                                    | D-7-78-118-1 Wikidata  | Sandsteinpfeiler     |
| Riedmühle Riedmühle 1, 2 (Standort)                                                      | Fresko mit Inschrift | | D-7-78-118-10 Wikidata | Fresko mit Inschrift |

## Abgegangene Baudenkmäler
In diesem Abschnitt sind Objekte aufgeführt, die früher einmal in der Denkmalliste eingetragen waren, jetzt aber nicht mehr existieren, z. B. weil sie abgebrochen wurden. Aktennummern in diesem Abschnitt sind ehemalige, jetzt nicht mehr gültige Aktennummern.

| Lage                                | Objekt             | Beschreibung                                            | Akten-Nr.             | Bild |
| ----------------------------------- | ------------------ | ------------------------------------------------------- | --------------------- | ---- |
| Benningen Hauptstraße 36 (Standort) | Wirtschaftsgebäude | Zweigeschossiger Walmdachbau mit Zwerchgiebeln, um 1800 | D-7-78-118-6 Wikidata | BW   |